# Comté de Refugio
Le comté de Refugio, en anglais : Refugio County, est un comté situé dans le sud-est de l'État du Texas, et la région de la Côte du Golfe, aux États-Unis. Fondé le 17 mars 1836, son siège de comté est ville Refugio. Selon le recensement des États-Unis de 2020, sa population est de 6 741 habitants. Le comté a une superficie de 2 119,1 km2, dont 1 995,4 km2 en surfaces terrestres. Il est baptisé en référence au nom d'une mission.

## Organisation du comté
Le 1er juillet 1834, la ville mexicaine de Refugio est créée. Le 17 mars 1836, Refugio devient un comté de la république du Texas. Le 29 décembre 1845, le comté est intégré à l’État du Texas, nouvellement créé. 
Le comté est baptisé en référence à la mission Nuestra Señora del Refugio, alors mexicaine, implantée en bordure de la rivière Mission, dans l'actuel comté . 

## Géographie

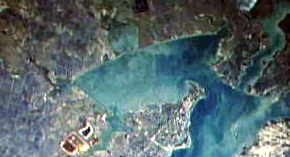
Vue satellite de la baie Copano, en partie dans le comté.

Le comté de Refugio se situe à l'est de la région de la Côte du Golfe, et de l'État du Texas, aux États-Unis,.
Il a une superficie totale de 2 119,1 km2, composée de 1 995,4 km2 de terres et de 123,7 km2 de zones aquatiques.

## Démographie

Pyramide des âges du comté de Refugio (2000).

Lors du recensement de 2010, le comté comptait une population de 7 383 habitants. En 2017, la population est estimée à 7 224 habitants,.